# Bettenbach (Aar)
Der Bettenbach oder Hohlbach ist ein kleiner, westlicher und linker Zufluss der Aar (Lahn) im Bereich der Gemarkung Aarbergen-Hausen über Aar (Hessen).

## Name
Der Name Bettenbach stammt erst aus dem frühen 20. Jahrhundert und bezieht sich auf eine Frau namens Elisabeth, die am Unterlauf wohnte. Sein alter Name ist Hohlbach, im Oberlauf heißt das Tälchen Klingelgraben.

## Verlauf
Der Bettenbach entspringt auf einer Höhe von 337 m ü. NHN  westlich des Aarbergener Ortsteils  Hausen über Aar.
Er speist zwei Fischteichanlagen aus den 1960er Jahren.  Der untere Mittellauf des Bettenbachs ist nach Art einer Runse kerbenförmig übertieft, was auf starke Entwaldungen hauptsächlich im 17. und 18. Jahrhundert zurückzuführen ist.
Er mündet schließlich auf einer Höhe von 173 m ü. NHN von links in die Aar.

## Weblink
- Hessisches Landesamt für Naturschutz, Umwelt und Geologie PDF